# Козаче (Конотопський район)
Коза́че — село в Україні, у Конотопському районі Сумської області. Населення становить 304 осіб. До 2018 орган місцевого самоврядування — Козаченська сільська рада.

## Географія
Село Козаче знаходиться на березі річки Берюшка, вище за течією на відстані 1 км розташоване село Малушине, нижче за течією на відстані 1 км розташоване село Сімейкине.

## Історія
12 червня 2020 року, відповідно до розпорядження Кабінету Міністрів України № 723-р «Про визначення адміністративних центрів та затвердження територій територіальних громад Сумської області», село увійшло до складу Путивльської міської громади.
19 липня 2020 року, в результаті адміністративно-територіальної реформи та ліквідації Путивльського району, увійшло до складу новоутвореного Конотопського району.
Російське вторгнення в Україну (з 2022)
Станом на 27 березня 2024 року 4 села Путивльської громади – Козаче, Малушине, Мишутине та Сімейкине мають статус територій, де ведуться чи велися бойові дії.
10 серпня 2024 року село зазнало ворожих російських атак. Як повідомили в Оперативному командуванні «Північ» зафіксовано 5 вибухів, ймовірно міномет 120 мм. 

## Населення

### Мова
Розподіл населення за рідною мовою за даними перепису 2001 року:
| Мова       | Кількість | Відсоток |
| ---------- | --------- | -------- |
| російська  | 266       | 87.50%   |
| українська | 37        | 12.17%   |
| вірменська | 1         | 0.33%    |
| Усього     | 304       | 100%     |

## Відомі люди
- Лучанінова Тетяна Павлівна — апаратниця Шосткинського виробничого об'єднання «Свема». Депутат Верховної Ради УРСР 10-11-го скликань.